# هيو يوانجيا
هيو يوانجيا (18 يناير 1868 – 9 أغسطس 1910)( بالصينية: 霍元甲 ) مقاتل فنون قتالية صيني ومؤسس الجمعية الرياضية شين وو، مدرس فنون قتالية في شانغهاي. وممارس لفن القتال ال Mizongyi، يعتبر هيو بطلا في الصين لهزيمته المقاتلين الأجانب في مباريات عالية الدعايات في وقت كانت السيادة الصينية تتآكل بسبب الاستعمار الغربي، التنازلات الخارجية، ومناطق النفوذ الصينية. نظرآ لمكانته البطولية، الأساطير والخرافات التي كانت تحكى حول الأحداث في حياته كانت من الصعب على الكثيرين التبيين بين الحقيقي والغير حقيقي فيما وقعت أم لم تقع في ذلك الزمن.

## سيرة ذاتية

### بداية حياته
ولد هيو في قرية Xiaonanhe في مقاطعة جينغ هاي، تحديدا في تيانجين، والرابع من أبناء هيو اندي العشرة. وقد كان مصدر الدخل الرئيسي للعائلة يأتي عن طريق الزراعة, لكن هيو ايضآ كان يعيش من خلال مرافقة القوافل التجارية لمنطقة منشوريا والرجوع لبلدته. وعلى الرغم من انه من عائلة مكونة من ممارسي لفن الوشوو التقليدي، ولد هيو يوانجيا ضعيفآ وعرضة للمرض (وكان مصابآ بالربو وفي سن مبكرة كان يعاني من اصفرار الجلد المعروف باليرقان, ومن شأن ذلك أن تتكرر دوريآ لبقية حياته)، لذلك كان على أبيه أن يصده عن تعلم فن الوشوو.

### صعود إلى الشهرة
في عام 1901، أعلن هيو استجابته لتحدي من قبل مصارع من روسيا في حديقة في Xiyuan، في تيانجين، المصارع الروسي دعا علنا أن الصينيين «رجال ضعفاء من الشرق» أذ لم يكن أحد قد قبل تحديه للقتال. خسرت روسيا مصادرها عندما قبل هيو التحدي. فقال الروسي لهيو انه مجرد أداء من أجل كسب لقمة العيش وقدم اعتذارا عن تصريحاته في وقت سابق للصحيفة.
بين 1909 و 1910، سافر هيو مرتين إلى شانغهاي لقبول التحدي المفتوح الذي طرحه الملاكم البريطاني هرقل اوبراين. وكان الاثنان يتجادلون حول القواعد التي تحكم مثل مباريات الملاكمة وأخيرا وافقوا على أن من يسقط خصمه ارضآ يكون الفائز. ومع ذلك، اوبراين لم يخض ابدآ النزال مع هيو، مختارا بدلا من ذلك مغادرة المدينة.

### جمعية شين وو الرياضية
أسس بين 1909 و 1910، هيو مركز التدريب البدني شين وو (عرف فيما بعد باسم جمعية شين وو الرياضية) مع صديقه الحميم نونغ جينسون بصفته رئيسآ للاتحاد. شجعه أصدقاؤه المقربين وبرعاية من صن يات-سين وسونغ جياورن الذين كانوا يعيشون في طوكيو، اليابان، لتأسيس الجمعية الرياضية. وكان الهدف من المركز لتكوين مدرسة لتعلم فن الدفاع عن النفس، وتحسين الصحة والعقل.

### موته
توفي هيو في 9 أغسطس, 1910، بعمر يناهز ال 42 عامآ. في عام 1910، تم نقل قبر هيو وزوجته. وقد أكتشف بقع سوداء في عظام الحوض، التي تم اكتشافها من قبل مختبر شرطة بلدية تيانجين واكد أنها تحتوي على الزرنيخ. بناء على ذلك، كان من الصعب التأكد من ما إذا كان سبب وفاته جراء التسمم بالزرنيخ أو عن طريق وصفة طبية من الأدوية. وكان هذا لأنه أستعمل أكسيد الزرنيخ علاجيآ لحوالي 2400 سنة مضت كجزء من الطب الصيني التقليدي.

## تراث وتوسيع شين وو
توفي هيو بعد أشهر فقط عندما ساعد على تأسيس الجمعية الرياضية شين وو. قبل وفاته، دعا تشاو ليانهي ذو الخبرة في أسلوب شاولين Mizong للتدريس في شين وو اتفق تشاو على التدريس في الجمعية الرياضية، بعد ذلك، اتفق عدد آخر من أسياد الفنون القتالية على التدريس في المدرسة. وشملوا مخلب النسر السيد تشين Zizheng، السيد لو قوانغ، وآخرون غيرهم. في يونيو 1910، أعلنت صحيفة نيويورك تايمز الشرقية إنشاء رابطة شين وو باسم هيو. وكانت هذه أول منظمة للكونغ فو المدني في الصين التي لم تترافق مع مدرسة معينة أو نمط معين أو أسلوب معين بل شملت كل الأنواع.

## في الثقافة الشعبية
كيفت قصة حياة هيو يوانجيا في عدد من الأفلام والمسلسلات التلفزيونية. في هذه الأعمال، تم توضيح هيو يوانجيا على انه بطل من أبطال فنون القتال الأسطوريين الذي يقاتل للحفاظ على كرامة الشعب الصيني في مواجهة العدوان الخارجي. صور موته بشكل كبير: فهو قد تسمم بشكل سري متعمد إلى حين موته من قبل الأجانب، عادة اليابانيين، الذين يرون فيه تهديدا لمصالحهم في استغلالهم للصين.
ومن السمات البارزة في بعض الأعمال هو ظهور تشن زن، الطالب الخيالي من عقل هيو، الذي يجلب قتلة هيو إلى العدالة، ويواصل التمسك بإرثه بعد موته.

### الأفلام
| السنة | الإنتاج     | في دور هيو يوانجيا | مزيد من المعلومات        |
| ----- | ----------- | ------------------ | ------------------------ |
| 1982  | هونغ كونغ   | بريان لونغ         | انظر Legend of a Fighter |
| 2006  | إنتاج مشترك | جيت لي             | انظر Fearless            |

 .

## قراءات إضافية
- Earlier film portraying Huo Yuanjia's biography
- Wushu and Qigong
- British pharmacopoeia dating from 1917 regarding the use of arsenic as treatment of tuberculosis
- Arsenic used in Chinese Herbal Medicine for over 2400 years